# Monterey Bay National Marine Sanctuary

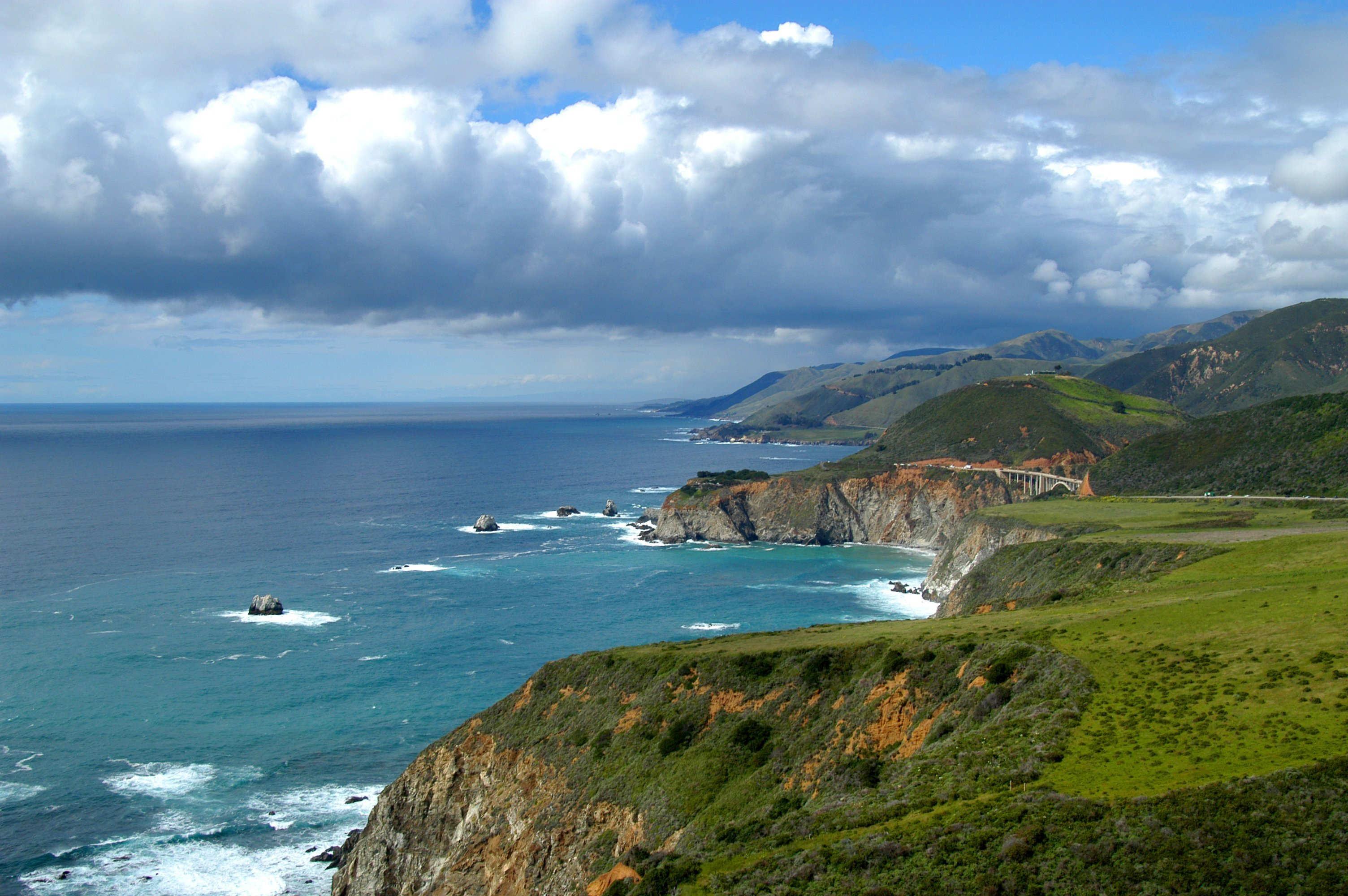
Uitzicht over het zeereservaat in het Big Sur-gebied

Het Monterey Bay National Marine Sanctuary (MBNMS) is een Amerikaans federaal beschermd zeereservaat in de Stille Oceaan voor de kust van Californië. Het is het grootste Amerikaanse zeereservaat in zijn soort en heeft een kustlengte van 444 km gaande van de Golden Gate Bridge in San Francisco tot Cambria in San Luis Obispo County. Het Monterey Bay National Marine Sanctuary ondersteunt een van de meest diverse mariene ecosystemen op aarde. Het herbergt veel soorten zoogdieren, zeevogels, vissen, ongewervelden en planten in een opmerkelijk productief kustmilieu. Het reservaat werd in 1992 opgericht met het oog op bescherming van grondstoffen, wetenschappelijk onderzoek, onderwijs en openbaar gebruik. Er is een bezoekerscentrum in San Simeon, nabij Hearst Castle, en sinds 2010 wordt er gebouwd aan een exploration center in Santa Cruz. Het reservaat wordt beheerd door de National Oceanic and Atmospheric Administration (NOAA), een agentschap van het ministerie van economische zaken.
Al in de jaren 60 werden er voorstellen tot een zeereservaat gemaakt, onder andere met de steun van de Sierra Club en later ook van de betrokken county's. President Ronald Reagan hield het project in 1983 tegen, maar in 1988 herbekeek het Amerikaans Congres het concept. Zij stelden een zeereservaat in de Baai van Monterey voor. Uiteindelijk werd er gekozen voor een veel groter zeereservaat. Op 20 september 1992 volgde de wettelijke goedkeuring voor het Monterey Bay National Marine Sanctuary, Amerika's grootste federale zeereservaat. Het wetsvoorstel kwam van afgevaardigde Leon Panetta, de huidige minister van defensie, die zich als congreslid wel vaker met de bescherming van het mariene milieu bezighield.
In 2009 werd de Davidson Seamount, een grote submariene vulkaan met een rijk koraalecosysteem, aan het Monterey Bay National Marine Sanctuary toegevoegd.